# Agelaia panamensis
Agelaia panamensis är en getingart som först beskrevs av Cameron 1906.  Agelaia panamensis ingår i släktet Agelaia och familjen getingar. Inga underarter finns listade i Catalogue of Life.